# Вінзен (Шлезвіг-Гольштейн)
Вінзен (нім. Winsen) — громада в Німеччині, розташована в землі Шлезвіг-Гольштейн. Входить до складу району Зегеберг. Складова частина об'єднання громад Кісдорф.
Площа — 4,08 км2. Населення становить 374 ос. (станом на 31 грудня 2020).